# Толлмаш, Джон, 5-й барон Толлмаш
Тимоти Джон Эдвард Толлмаш, 5-й барон Толлмаш (англ. Timothy John Edward Tollemache, 5th Baron Tollemache; родился 13 декабря 1939 года) — английский пэр и землевладелец. Он является нынешним владельцем Хеллингем-Холла, главного родового поместья семьи Толлмаш.

## Биография
Родился 13 декабря 1939 года. Старший сын майора Джона Эдварда Гамильтона Толлмаша, 4-го барона Толлемаша (1910—1975), и его жены Дины (урождённой Джеймисон) (1918—1998).
Получив образование в Итонском колледже, он служил лордом-лейтенантом Саффолка с 2003 по 2014 год. Ранее он служил вице-лейтенантом Саффолка с 1994 года, а до этого был заместителем лейтенанта с 1984 года. Он является покровителем или президентом нескольких организаций и обществ.
Толлемаш был назначен рыцарем-командором Королевского Викторианского ордена (KCVO) в 2015 году.

## Брак и семья
24 февраля 1970 года Тимоти Толлмаш женился на Александре Дороти Джин Мейнелл (или Мейнелл) (род. 17 июля 1949). Леди Толлмаш — садовый дизайнер, работающая под именем Xa Толлмаш. Она руководит садами в Хелмингеме, а также работала над садом Тысячелетия на Касл-Хилл в Девоне, замком Данбит в Шотландии и Монастырским садом в Уилтон-Хаусе.
Лорд и леди Толлемаш имеют троих детей:
- Достопочтенная Селина Карен Толлмаш (родилась 3 октября 1973 года) вышла замуж за Джеймса Хопкинса 11 сентября 2010 года. У них есть одна дочь:
  - Лили Александра Хопкинс (род. 2 апреля 2012)
- Достопочтенный Эдвард Джон Хью Толлмаш (родился 12 мая 1976 года), старший сын и наследник отца. Женился на Софи Джонстон 3 февраля 2007 года. У них трое детей:
  - Ральф Тимоти Джек Толлмаш (род. 16 сентября 2010)
  - Тео Оливер Джеймс Толлмаш (род. 5 апреля 2013)
  - Стелла Изабель Дина Толлмаш (род. 21 апреля 2017)
- Достопочтенный Джеймс Генри Тимоти Толлмаш (родился 28 августа 1980 года), женился на принцессе Флоренс Прусской (род. 1983), дочери принца Фридриха Николаса фон Пройссена, 10 мая 2014 года. У них есть одна дочь:
  - Сильви Беатрис Селина Толлмаш (род. 2 марта 2016).

Лорд и леди Толлмаш являются членами Сельского союза и открыли свои сады для публики, хотя их дом остается частным. Портрет леди Толлмаш работы Тессы Трейгар, заказанный в 2004 году, висит в Национальной портретной галерее.

## Награды
- Рыцарь-командор Королевского Викторианского ордена, (2015 год)[7]
- Кавалер Ордена Святого Иоанна (Великобритания), (2004 год)[8]